# Bayasgalan Garidmagnai
Bayasgalan Garidmagnai (Mongools: Баясгалангийн Гарьдмагнай) (Ulaanbaatar, 17 september 1985) is een Mongolisch voetballer, die als verdediger speelt.
Garidmagnai speelde van 2003 tot en met 2005 voor Ulaanbaatar Mazaalaj, en speelt sindsdien voor Erchim. Hij speelt sinds 2003 ook voor de nationale ploeg.